# Орлов, Егор Юрьевич
Егор Юрьевич Орлов (род. 20 июля 1996, Москва) — российский хоккеист, защитник.

## Биография
Начал заниматься хоккеем в три года в ДЮСШ «Радуга». В 2007 году перешел в СДЮШОР «Динамо» им. А. И. Чернышева (первый тренер — А. Б. Румянцев). С сезона 2012/13 — игрок команды МХЛ ХК МВД (Балашиха). 26 июня 2013 года был выбран «Динамо» на драфте юниоров КХЛ в 4 раунде под 134-м общим номером. 3 февраля 2015 года провёл единственный матч за «Динамо» в КХЛ в гостях против «Ак Барса» (4:1). С сезона 2014/15 играл за «Динамо» Балашиха в МХЛ и ВХЛ. 4 октября 2016 года был обменян в ханты-мансийскую «Югру» на денежную компенсацию, провёл в сезоне 26 матчей в КХЛ. 1 мая 2017 года вернулся в «Динамо». Играл за команды ВХЛ «Буран» Воронеж (2017/18 — 2018/19), «Динамо» Тверь/Красногорск (2019/20 — 2020/21). 2 октября 2020 года расторг контракт. Выступал за клубы чемпионата Польши «Торунь» (2020/21), «Уния» Освенцим (2021/22).
Третий призёр чемпионата МХЛ 2013. Серебряный призёр зимних юношеских Олимпийских игр 2012. Серебряный призёр европейского юношеского Олимпийского фестиваля 2013.